# 索塞尔 (葡萄牙堂区)
索塞尔是葡萄牙波塔莱格雷区的一个堂区。总面积89.21平方公里，总人口2145人，人口密度24人/平方公里。